# استهلاك

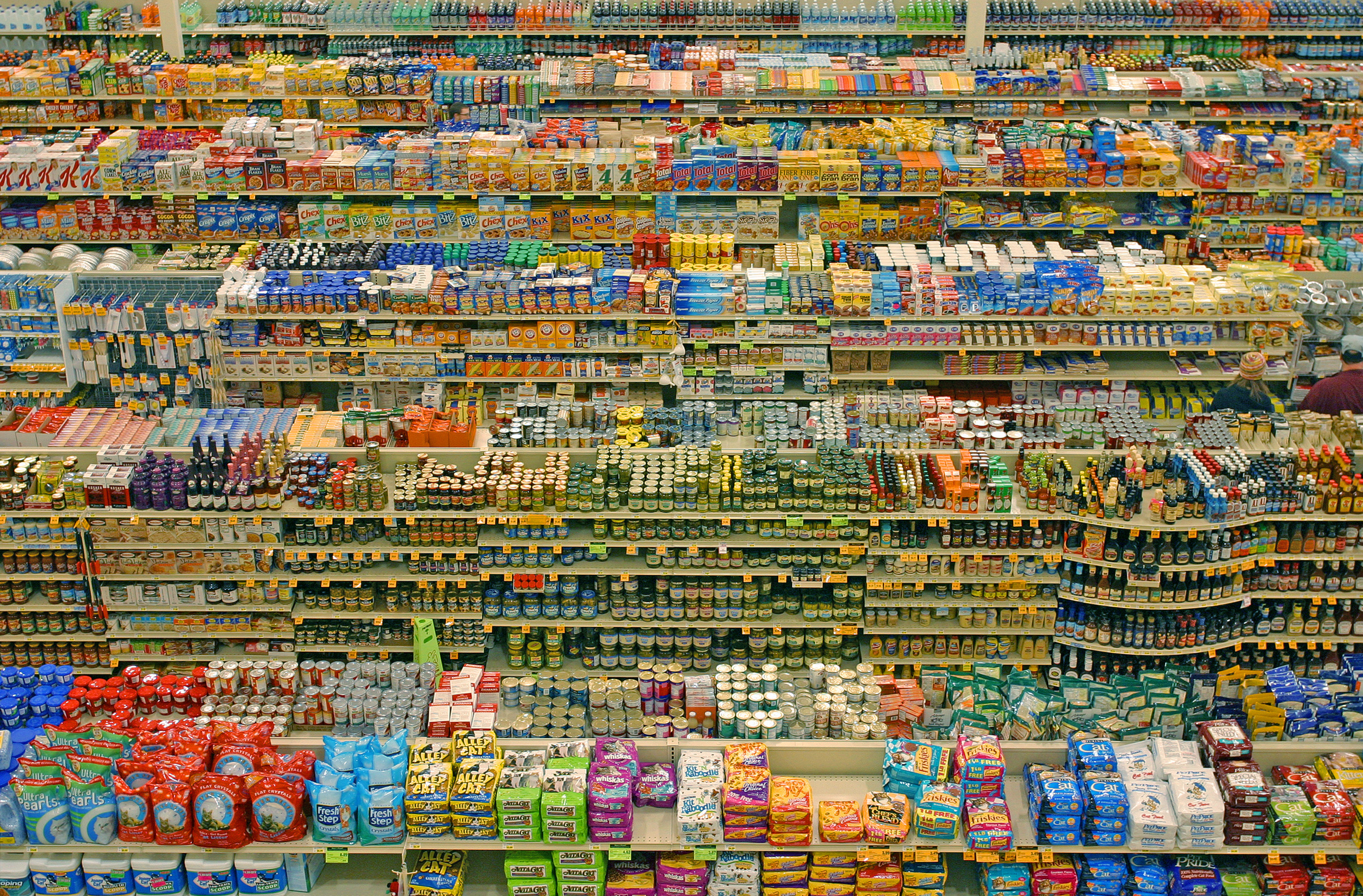

الاستهلاك يعرّف على أنّه «النفقات على السلع والخدمات المستخدمة في تلبية احتياجات ورغبات خلال فترة معينة وهي في العادة سنة تقويمية، ويشمل استهلاك الدولة للبضائع الاستهلاكية كالملبس والمأكل والأدوات المنزلية بالإضافة إلى المواد الخام كمواد البناء والقطن والوقود والمعادن. ويعرف أيضًا بأنه:"الفعل المتحقق من قبل الفرد في شراء أو استخدام أو الانتفاع من منتج أو خدمة متضمنة عدد من العمليات الذهنية والاجتماعية التي تقود إلى تحقيق ذلك الفعل. ويعرف أيضًا بأنه "ذلك الفعل الشخصي الذي يقوم في جوهره على الانتفاع والاستخدام الاقتصادي للسلع والخدمات ومتضمنة عدد من العمليات المترتبة على تحقيق القرار لذلك الفعل".
ويمكن النظر إلى الاستهلاك على أنه الهدف أو الغاية الأساسية لكل النشاطات الاقتصادية. وللاستهلاك علاقة عضوية بـ الإنتاج، فالاستهلاك يواجه دائماً إما بالسلع التي تنتج في ذلك الوقت وإما بالسلع التي أنتجت من قبل. وللاستهلاك دور أساسي في تركيب البنيان الاقتصادي وفي تحريك العجلة الاقتصادية، إذ إن الاستثمارات وفرص العمل هما أمران متعلقان بحجم الطلب الكلي على السلع والخدمات.
يعتبر الاستهلاك أحد مكونات الدخل القومي لأي بلد، كما أنه أحد مؤشرات الرفاهية في المجتمع، وتصب كل دراسات سلوك المستهلك في محاولة معرفة مجددات الاستهلاك، وتوازن المستهلك، كما يعتبر الاستهلاك مفهوماً منافساً للادخار؛ حيث يعتبر الأخير تأجيلاً للاستهلاك في الوقت الحاضر إلى استهلاك مستقبلي، وبمعنى آخر على مستوى الاقتصاد الكلي هو تنازل الجيل الحالي عن جزء من الاستهلاك الحالي لصالح الأجيال القادمة؛ وذلك لأن الدخل يمكن تقسيمه إلى استهلاك إضافة إلى ادخار ولا بد من تحقيق موازنة معقولة بين الاثنين تؤدي إلى الوصول إلى مستوى الإشباع المطلوب.
يعادل استهلاك دولة ما حوالي 80% من الدخل الإجمالي. ويتضمن استهلاك الحكومة نفقات الدفاع. أما الاستهلاك الشخصي فهو نقود تصرفها العائلات على ما تحتاج من سلع وخدمات، ويرتبط المبلغ الذي تصرفه هذه العائلات بشكل رئيسي بالدخل المتاح أو الدخل بعد الحسم الضريبي، وهو المبلغ المتبقي من الدخل بعد دفع ضريبة الدخل والضرائب الأخرى، ومن العوامل الأخرى التي تؤثّر على الاستهلاك الشخصي تكلفة الإيداعات المصرفية ومعدّل التضخُّم المالي اللذان يؤثران في نزعة الناس للتوفير.

## الاستهلاك في التكنولوجيا
- استهلاك الوقود في السيارة: كم لتر من البنزين تستهلكه السيارة للسير 100 كيلومتر؟ تعمل شركات السيارات على تحسين كفاءة محرك السيارة بحيث تخفض الاستهلاك من البنزين. ويساعد خفض استهلاك السيارة للبنزين على تخفيض كمية ما تصدره من ثاني أكسيد الكربون الذي يتسبب في الانحباس الحراري. كما أن الاستهلاك المنخفض للبنزين يخفض من تكلفة صاحب السيارة في انفاق المال.
- استهلاك الفحم في محطة توليد طاقة كهربائية: تستهلك المحطة من مخزون الفحم لديها لانتاج الكهرباء، لذلك تحافظ على شراء كمية من الفحم يعلى فترات حتى يكون لديها مخزونا كافيا يعوض الاستهلاك. وإلا لتوقف عملها عند استهلاكها لكل المخزون لديها من الفحم.
- الهاتف المحمول: يستهلك الشحنة الكهربائية مع الوقت حتى يفرغ المركم. عندئذ لا بد من إعادة شحن المركم من جديد بالكهرباء لكي يعمل.
- استهلاك البطارية يتم مرة واحدة، أما المركم فيمكن إعادة شحنه واستهلاكه من جديد.